# Helius (Helius) communis
Helius (Helius) communis is een tweevleugelige uit de familie steltmuggen (Limoniidae). De soort komt voor in het Australaziatisch gebied.